# باز غالاباغوس
باز غالاباغوس (الاسم العلمي:  Buteo galapagoensis)(بالإنجليزية: Galapagos hawk)‏ هو نوع من أنواع الباز، كبير الحجم ومتوطن في معظم جزر غالاباغوس.

## الوصف

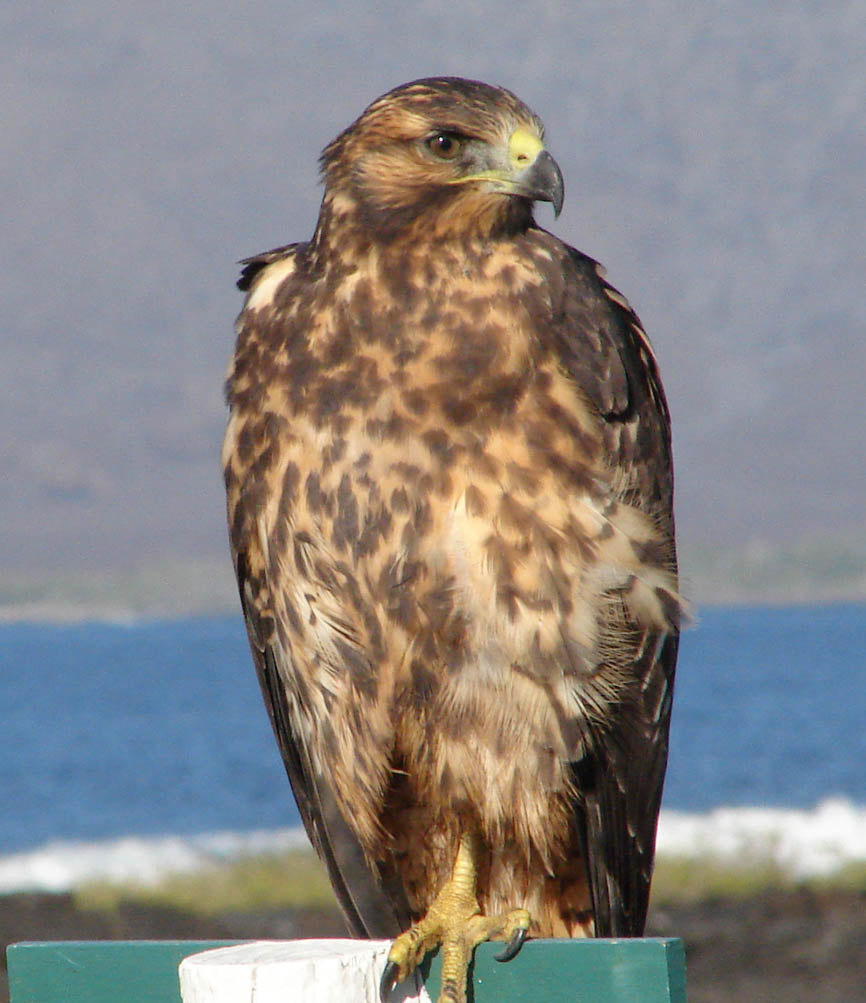
باز يانع

حجم باز غالاباغوس شبيه بحجم الباز أحمر الذيل وباز سوينسون المتواجد في أمريكا الشمالية، ولكن حجم جسم أفراد هذا الطير يتغير بناءا على موقعها عبر الجزر كما هو ملاحظ عند العديد من أنواع الحيوانات التي تنتمي إلى جزر غالاباغوس. بُنية هذه البيزان قوية جسديا، وثقيلة مقارنة بتلك الأنواع المعروفة المتواجدة على البر الرئيسي، وفيما يتعلق بالأوزان، هذا النوع هو ثاني أثقل باز من جنس الحوام (الاسم العلمي:  Buteo) في القارتين الأمريكتين، وراء الباز الأحمر-البني فقط. يمكن أن يتراوح طول بيزان غالاباغوس من المنقار حتى الذيل بين 45–58 سنتيمتر (18–23 بوصة) وطول باع جناحيها هو 116–140 سنتيمتر (46–55 بوصة). أصغر أحجام للبيزان من هذا النوع تم تسجيلها في جزيرة مارشينا، حيث يبلغ متوسط وزن الذكور 844 غرام (1.861 رطل) ومتوسط وزن الإناث هو 1,223 غرام (2.696 رطل). الباز الوسطي في الحجم لهذه الطيور هي بيزان جزيرة سانتياغو، التي يصل متوسط وزن الذكور بها إلى 963 غرام (2.123 رطل) ومتوسط وزن الإناث إلى 1,295 غرام (2.855 رطل). أكبر حجم لهذه البيزان هو في جزيرة إسبانيولا، والذي يعد من بين أكبر أنواع طيور الباز بوتوعلى الإطلاق، حيث يبلغ متوسط وزن الذكور 1,137 غرام (2.507 رطل) ومتوسط وزن الإناث يبلغ 1,578 غرام (3.479 رطل). لون باز غالاباغوس البالغ هو أسود-بني أسخمي؛ التاج يكون لونه أكثر سوادًا من الظهر إلا أن الفرق بين سوادهما يعد طفيف. الريش العليوي للظهر يكون شكله ذو حافة جزئيا ولونه بني باهت أو رمادي أو صفراوي نوعا ما، والأقسام السفلية لهذا الريش لونها أبيض وتكون مرئية إلى حد ما. الريش المغطي للذيل يكون ملون بالأبيض. ولكن لون الذيل نفسه رمادي-فضي من الأعلى، تتخلله حوالي عشرة أقسام سوداء ضيقة. ومن الأسفل يكون لون الذيل باهت للغاية. ريش الجناح أكثر شحوبًا من الداخل، ويتخلله اللون الأبيض.
يتواجد اطراف ريش صهباء غير واضحة كثيرا على الأجنحة وأسفل البطن. الريش الذي يغطي اسفل الذيل مخلل باللون الأبيض. الأغطية السفلية لريش الجناح سوداء اللون، ويتناقض لونها مع اللون الشاحب السفلي لريشة الجناح. عيون الباز بنية، المنقار لونه اسود-رمادي، وشاحب اللون في بدايته، الساقين والقدمين لونهما اصفر.الباز الذكر في هذا النوع أصغر من الباز الأنثى، كما هو الحال مع العديد من أنواع الطيور الجارحة.
تبدو الطبور اليانعة مختلفة تمامًا عن الطيور البالغة حيث إن شكلها يعتبر مموه جيدًا، مظهرها لونه بني بشكل عام مع كميات متفاوتة من الاشكال الشريطية في الاسفل والترقيطات الشاحبة في الاعلى. عيونها رمادية-بنية فاتحة، المنقار لونه أسود رغم انه في بدايته يكون لونه أزرق-رمادي. قاعدة المنقار لونها رمادي-أخضر والقدمين لونهما أصفر-أخضر شاحب. عندما يتساقط الريش غير الناضج، تصبح المناطق الشاحبة بيضاء تقريبًا.
يمتلك باز غالاباغوس أجنحة واسعة وذيل واسع أيضا. يعتبر مفترس علوي ويمتلك رؤية ممتازة. صغار هذا الباز مختلفة الشكل عن البيزان البالغة، حيث انها أغمق اللون ولها ومنظر شكلي الذي يساعد في التمويه، وهذا يساعدها في البقاء محمية من الحيوانات المفترسة المحتملة حتى تنضج في العمر.

## الموئل والنظام الغذائي
يعيش هذا الباز بشكل أساسي على اقتيات الحشرات مثل الجراد والحريشة العملاقة، وكذلك سحالي غالاباغوس الصغيرة والثعابين والقوارض. ليس من غير المألوف أن يصطاد الإغوانا، سواء البرية أو البحرية منها، وصغار السلاحف البحرية والسلحفاة. وقد تم رصد هذا الباز أيضًا بالقرب من مناطق التعشيش للنورس متفرع الذيل، حيث يقوم بسرقة البيض وباختطاف الطيور الصغيرة واليانعة. حتى جثث الحيوانات المتعفنة والمتصلبة يقوم بتقطيعها بفضل منقاره القوي الحاد. أقدامه ومخالبه قوية أيضا مثل تلك التي تتواجد عند طيور الباز القريبة منه بيولوجيا مثل الباز أحمر الظهر والباز ذي الذيل الأبيض.
يصطاد هذا الباز في مجموعات مكونة من فردين أو ثلاثة حيث تحلق على ارتفاع يتراوح بين 50 و200 متر في السماء. عندما تكتشف إحدى الطيور فريسة أو جثة متعفنة، تقوم بإعطاء إشارة إلى الطيور الأخرى. يتغذى الباز المهيمن في المجموعة على الفريسة ويبدأ بالأكل، في حين تنتظر الطيور الأخرى بشكل خاضع حتى يحين دورها لتناول الطعام. وقت الصيد، تفضل هذه البيزان الربض على نتوء أو بروز صخرية تكونت من الحمم البركانية أو على أغصان عالية، لكنها تقضي أيضًا بعض وقتها على الأرض.

 لا تظهر هذه الطيور أي خوف من الإنسان وخاصة الصغار التي تعتبر فضولية للغاية، حيث تتجول غالبًا حول المخيمات البشرية بحثا عن بقايا الطعام. في عام 1845، كتب تشارلز داروين اللآتي: 
 «وجود السلاح الناري هنا غير ضروري تقريبًا؛ لأنني مع استعمال السبطانة تمكنت من دفع باز من أعلى غصن شجرة..». 

## السلوك والتكاثر

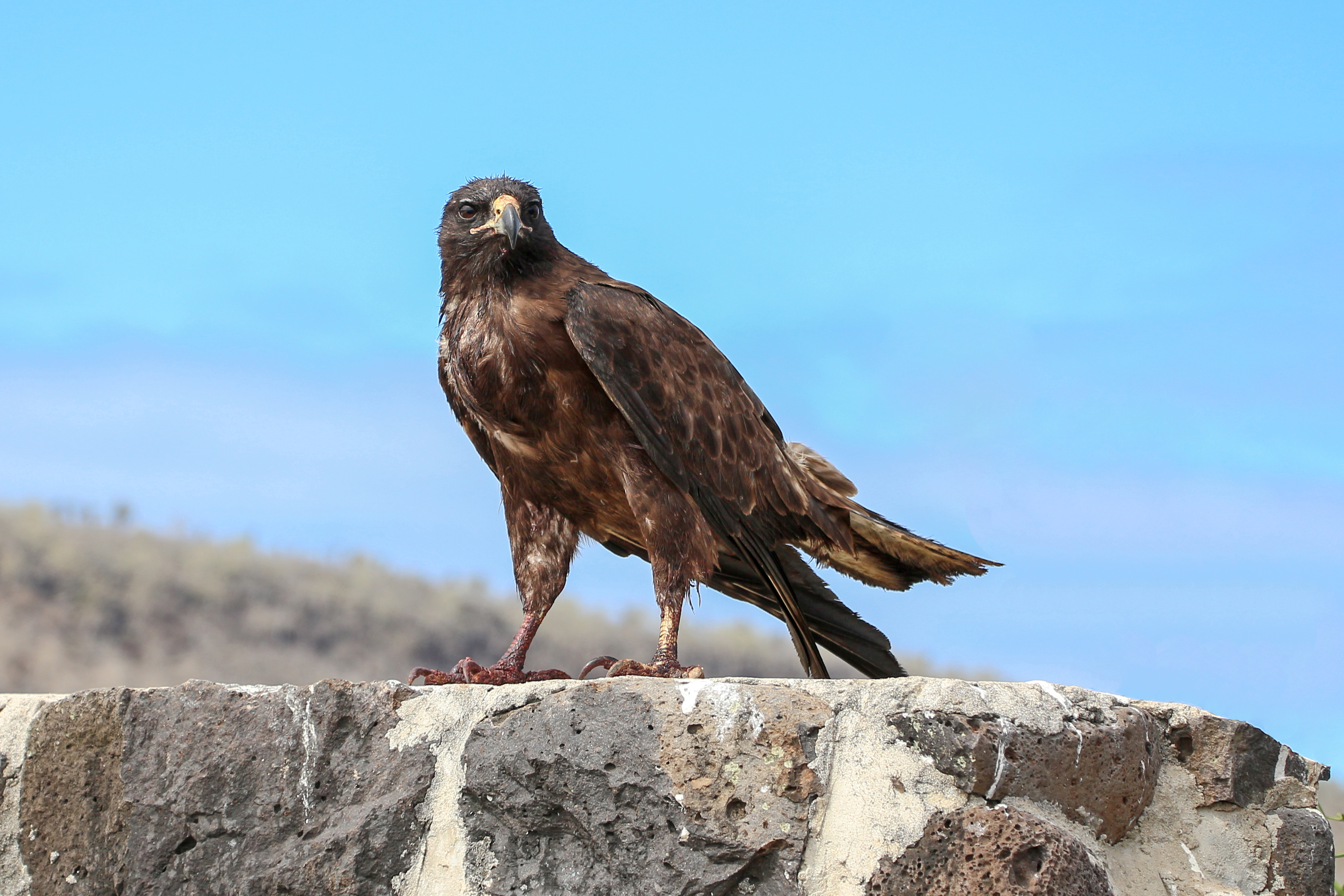
باز بالغ في جزيرة سانتا في.

مواسم الجزيرة لا تتغير بسبب قربها من خط الاستواء، بسبب ذلك، لا يوجد موسم تزاوج منتظم. التزاوج يحدث عدة مرات في اليوم على مكان جثم قريب أو خلال الطيران. يبدأ التغازل عندما يقوم الذكر بالتمثيل على أنه يريد الهجوم على الأنثى من الخلف، وذلك يكون عن طريق النزول عليها بشكل قذيفة من الجو، ثم يتبع الذكر الأنثى عندما تنزل إلى الأشجار أدناه. في حين تميل الذكور إلى الزواج الأحادي، تتزاوج الإناث مع ما يصل حتى سبعة ذكور مختلفة خلال موسم التزاوج. طوال فترة التعشيش بأكملها، تتناوب الإناث والذكور على حماية العش واحتضان البيض، وحتى المشاركة في الإطعام.
تبنى الأعشاش بمرتفع منخفض على الأشجار، أو حتى على الأرض في بعض الأحيان. تستخدم الأعشاش لسنوات عديدة ولفترات تعشيش عدة، بحيث إن العش نفسه يتضخم بالحجم ليصبح كبير جدًا، وأحيانًا يصل قطره إلى أربعة أقدام. يصطف هيكل العش المكون من عصي بالعشب، اللحاء، وكتل من الأوراق، أو غيرها من المواد الناعمة المتاحة. يبقى زوج البيزان مع بعضه البعض معظم الوقت في أوج موسم وضع البيوض، وعادة ما يبقى قريبًا من موقع التعشيش. يتم صيانة العش باستمرار عن طريق إضافة الأغصان الخضراء الحديثة. عادةً يتم وضع بيضة واحدة إلى ثلاث بيضات، ولونها يكون أخضر-أبيض، ولكن، يتم تربية فرخ واحد فقط. يترك البيزان الصغار العش حوالي 50-60 يومًا بعد الفقس. لن تدخل الطيور اليانعة إلى مناطق إقليم التكاثر حتى تبلغ سن الثالثة، أي بعد وصولها إلى النضوج الجنسي. على الرغم من أن هذه الطيور لا تظهر علامات الخوف عمومًا، إلا أنها تتخلى عن عشها إذا تم العبث به من قبل البشر.

### الصوت
أصوات المناداة الذي يصدرها باز غالاباغوس هي عبارة عن سلسلة من الصرخات القصيرة، وهي مماثلة لأصوات المناداة الذي يصدرها الباز أحمر الكتف. تصدر هذه الطيور الكثير من الأصوات خلال موسم التكاثر تحديدا.

## الحالة
على الرغم من أن العدد الدقيق لهذه الطيور غير معروف، إلا أنه يعتقد تواجد حوالي 150 زوجًا متزاوج منها فقط. تظهر الإحصائيات تحسن طفيف بازدياد عددها مقارنة بالسنوات الماضية، ولكن لا يزال عددها بعيد عن العدد الوفير الذي تم العثور عليه في جميع جزر غالاباغوس عندما تم اكتشافها. تعتبر حاليا هذه الطيور منقرضة في جزر بالترا، ودافني، وفلوريانا، وسان كريستوبال، وسيمور، بسبب التشويشات البشرية في بيئتها الطبيعية، وتناقص الإمدادات الغذائية بسبب الحيوانات المفترسة الجديدة التي تم إدخالها إلى الجزر، والملاحقات من قبل البشر.

### التطور
تشير الدراسة الجينية (اسم الدراسة: Bollmer et al. 2005) لباز غالاباغوس وأقاربه، بيزان سوينسون، إلى أن أسلافها السابقة استعمرت الجزر قبل حوالي 300,000 عام، مما يجعل هذه الطيور حديثة الوصول والتواجد على هذه الجزر مقارنة بأنواع محلية أخرى من الحيوانات. (مقارنة مع عصافير داروين مثلا؛ والتي يقدر أنها وصلت قبل حوالي 2-3 مليون سنة).

## روابط خارجية
- ورقة حقائق عن أنواع الطيور.
- ARKive: صور وأفلام صقر غالاباغوس (Buteo galapagoensis)
- AnimalsandEarth: صور لصقر غالاباغوس (Buteo galapagoensis)